# Herlev/Østerbroundersøgelsen
Herlev/Østerbroundersøgelsen er en dansk befolkningsundersøgelse, der undersøger udbredelsen, årsagssammenhænge samt risikofaktorer for en bred vifte af sygdomme, særligt hjerte-kar-sygdomme, lungesygdomme, kræft, infektionssygdomme, samt en række livsstilssygdomme, i et repræsentativt udsnit af den danske befolkning.
Undersøgelsen har hovedsæde på Klinisk Biokemisk Afdeling på Herlev Hospital og blev etableret i 2003 med professor Børge Nordestgaard som projekt- og forskningsleder. Pr. 2023 er det verdens største befolkningsundersøgelse, der over tid følger den langsigtede sundhedsudvikling i en rask befolkning, og indsamler i øjeblikket data på over 170.000 deltagere.
Undersøgelsen er en videreførelse af den tidligere og mindre omfattende søsterundersøgelse kaldet Østerbroundersøgelsen. Befolkningsundersøgelserne har været gennemført i flere faser siden 1976, oprindeligt med deltagere fra et repræsentativt udsnit borgere i bydelen Østerbro i København. I 2003 blev Herlev/Østerbroundersøgelsen oprettet for at udvide undersøgelsen til et stadig større geografisk område i hovedstadsregionen. En anden fase denne er aktuelt i gang, mens en sjette fase af Østerbroundersøgelsen er under vejs. Alle deltagere indkaldes til opfølgende undersøgelser og følges i Det Centrale Personregister samt i deres læge- og hospitalsjournaler. Datagrundlaget omfatter et spørgeskema om livsstilsfaktorer og en omfattende fysisk helbredsundersøgelse med måling af hjerte- og lungefunktion, højde, vægt, blodtryk og ankel–brachialt indeks samt omfattende blodprøveanalyser (inkl. genetiske markører/DNA) og andre kliniske undersøgelser.
Siden 1976 har undersøgelsen og dens forløber resulteret i over 1.330 videnskabelige artikler i medicinske tidsskrifter, med væsentlige bidrag til både almen og genetisk epidemiologi. Blandt de mest bemærkelsesværdige resultater er bl.a. den livsforlængende effekt af regelmæssig fysisk aktivitet, de sundhedsfremmende egenskaber ved moderat indtag af rødvin samt betydningen af triglycerider (et fedtstof) og genetisk disposition i udviklingen af forskellige sygdomme. Resultaterne anvendes bl.a. til at forbedre forebyggelse og behandling. Pr. 2024 er der udarbejdet 27 doktorafhandlinger og 96 ph.d.-afhandlinger baseret på undersøgelsens data, og aktuelt arbejder omkring 20 ph.d.-studerende samt flere hundrede forskere med datasættet.

## Historie

### Forløberen
Herlev/Østerbroundersøgelsen er en udløber af Østerbroundersøgelsen, som blev iværksat i 1976 af professor Anders Tybjærg-Hansen samt hjertelægerne dr. Peter Schnohr, dr. Gorm Jensen og statistikeren Jørgen Nyboe, og startede som en undersøgelse med fokus på hjerte-kar-sygdomme. Selvom undersøgelsen oprindeligt var udtænkt med særlig vægt på hjerte-kar-sygdomme, navnlig såkaldt iskæmisk hjertesygdom (koronar hjertesygdom) og apopleksi (slagtilfælde), blev den hurtigt udvidet til at omfatte en lang række andre helbredstilstande såsom lungesygdomme, hjertesvigt, arytmi (hjerterytmeforstyrrelser), demens samt forskellige genetiske og psykosociale faktorer.
Den oprindelige Østerbroundersøgelse bestod af et tilfældigt udsnit på næsten 20.000 mænd og kvinder i alderen 20 til 93 år, udvalgt fra omkring 90.000 voksne indbyggere (20 år og derover) bosiddende omkring Rigshospitalet i København, herunder hele Østerbro og omkring en tredjedel af Nørrebro, begge bydele i Københavns Kommune samt dele af Indre By.

### Etablering
Herlev/Østerbroundersøgelsen blev etableret den 26. november 2003 på Herlev Hospital under ledelse af professor Børge G. Nordestgaard. Undersøgelsen blev udformet som en udvidelse af ovennævnte og havde til formål at inkludere en større og mere varieret kohorte (befolkningsudsnit) fra hovedstadsområdet. I begyndelsen rekrutterede undersøgelsen over 100.000 deltagere i alderen 20 til 100 år, som bidrog med spørgeskemaer, biologiske prøver og fysiske helbredsundersøgelser. I 2010 blev der opnået etisk godkendelse til at integrere hjerte-CT-skanninger, hvilket gav mulighed for detaljeret undersøgelse af biomarkører for hjerte-kar-sygdomme. Kohorten er siden udvidet til over 170.000 tilmeldte deltagere.
Et centralt kendetegn ved både Herlev/Østerbroundersøgelsen og dens forløber er integration med Danmarks omfattende nationale registre. Disse registre indeholder detaljerede og løbende opdaterede oplysninger om deltagerne, herunder sygehusudskrivningsdiagnoser, kræftregistre, dødsårsager, medicinforbrug samt demografiske data såsom uddannelse og indkomst. Denne infrastruktur muliggør næsten 100 % opfølgning ("follow-up"), hvilket eliminerer en af de mest almindelige skævheder i longitudinalundersøgelser. Registrene tillader desuden omkostningseffektiv håndtering af store kohorter, og muliggør, at sygdomsfrie deltagere kan anvendes som kontrolpersoner i case-control-studier.
Herlev/Østerbroundersøgelsen adskiller sig fra den oprindelige undersøgelse ved at have et større deltagerantal og mere omfattende biokemiske undersøgelser, herunder DNA-analyse. Tilgengæld udføres der ikke hjertekardiogram (elektrokardiogram) eller ekkokardiografi, som der ellers gør i Østerbroundersøgelsens regi.
På engelsk hedder undersøgelsen Copenhagen General Population Study, hvilket kan oversættes til Københavns Generelle Befolkningsundersøgelse. Indenfor epidemiologien, er undersøgelsen klassificeret som en såkaldt longitudinel (prospektiv) kohorteundersøgelse, hvilket indebærer at en defineret gruppe raske personer følges fremad i tiden med gentagne målinger for at se, hvornår og hvordan specifikke sygdomstilfælde opstår.

## Videnskabelig effekt og resultater

### Videnskabelige fund
Adskillige højt citerede videnskabelige artikler er blevet publiceret på baggrund af resultaterne fra undersøgelserne. Et eksempel er, at 65-79-årige, som begynder at motionere ca. fire timer om ugen, i gennemsnit forlænger deres levetid med fire år. Andre resultater omfatter de gavnlige effekter af at drikke to glas rødvin dagligt, de kliniske konsekvenser af forhøjede triglyceridniveauer for udviklingen af hjerte-kar-sygdom samt betydningen af genetisk disposition for udviklingen af blandt andet hjerte-kar-sygdom, lungesygdom og kræft.
Inden for hjerte-kar-sundhed fastslog undersøgelsen eksempelvis, at forhøjede ikke-faste triglyceridniveauer er korreleret med øget risiko for blodprop i hjertet (myokardieinfarkt), iskæmisk hjertesygdom og dødelighed, både hos mænd og kvinder. Undersøgelsen afdækkede desuden nuancerede effekter af alkoholindtag på blodtrykket, og viste at forskellige typer alkoholiske drikke påvirker blodtrykket forskelligt.
Inden for genetisk forskning har forskere anvendt Mendelisk randomisering til at klarlægge kausale sammenhænge mellem langvarigt alkoholforbrug og risikofaktorer for koronar hjertesygdom. På området for lungesundhed har undersøgelsen leveret banebrydende data til tidlig identifikation af kronisk obstruktiv lungesygdom (KOL), med særligt fokus på alder og tobakseksponering som nøglefaktorer i sygdomsprogression og risikovurdering.
Undersøgelsens resultater inden for metabolisk sundhed har påvist, at øget triglyceridmetabolisme, karakteriseret ved forhøjede niveauer af plasma-glycerol og β-hydroxybutyrat, er tæt forbundet med øget risiko for dødelighed af alle årsager, herunder død af hjerte-kar-sygdom og kræft.